# پل ریو-نیتروی
پل رئیس‌جمهور کوستا سیلوا که معمولاً به نام پل ریو-نیتروی (به پرتغالی: Rio–Niterói) شناخته می‌شود یک پل شاه‌تیری جعبه‌ای است که از فراز خلیج گوانابارا در ایالت ریو د ژانیرو در برزیل می‌گذرد و شهرهای ریو دو ژانیرو و نیتروی را به‌هم متصل می‌کند.

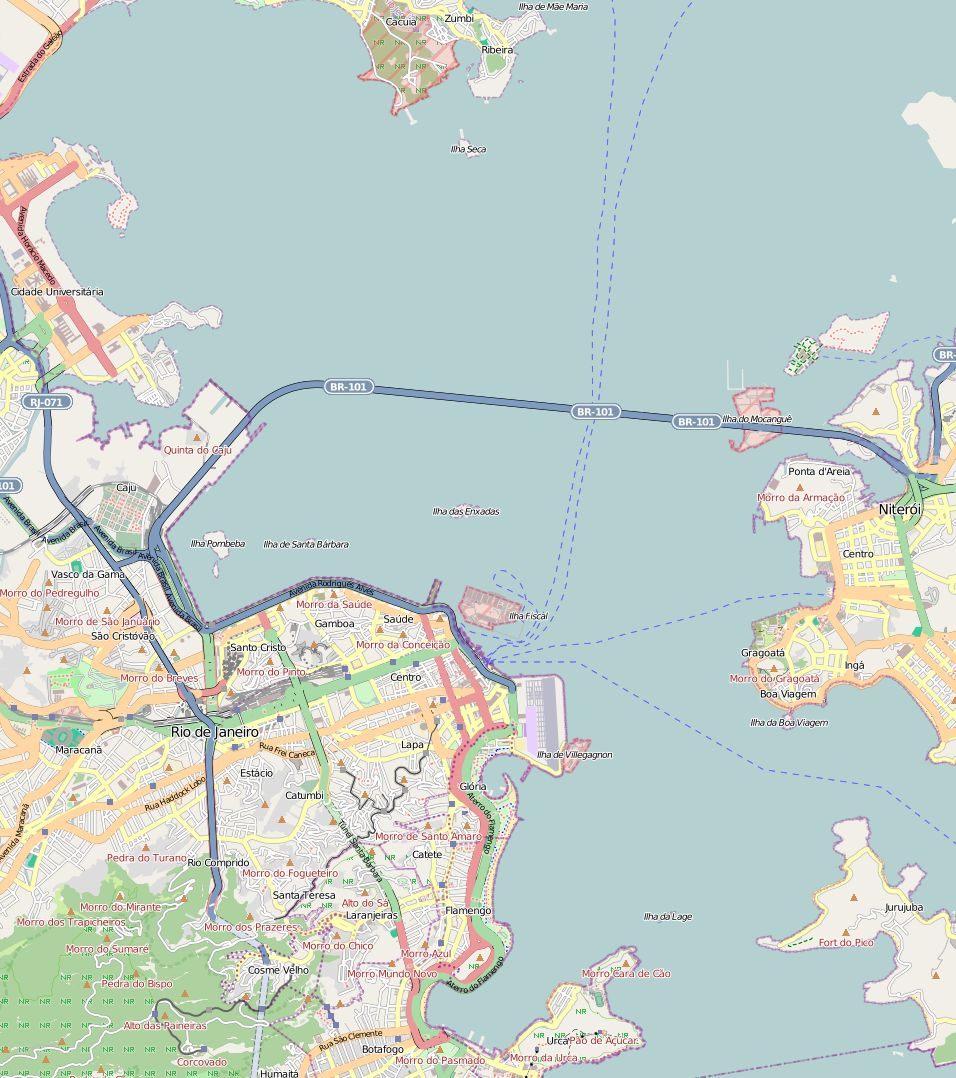
نقشه موقعیت پل

در حال حاضر این سازه طولانی‌ترین پل بتن پیش‌تنیده در نیمکره جنوبی و از لحاظ طول ششمین پل طولانی در جهان است. این پل از زمان اتمام پروژه در سال ۱۹۷۴ تا سال ۱۹۸۵ رتبه دوم طولانی‌ترین پل جهان را پس از پل میان‌گذر دریاچه پونچاترین داشت. ساخت این پل به صورت نمادین در ۲۳ ماه اوت سال ۱۹۶۸ در حضور ملکه الیزابت دوم (ملکه انگلستان) و شاهزاده فیلیپ، دوک ادینبرا در زمان بازدید اول و آخرشان از برزیل آغاز شد. اما کار اصلی ساخت در ماه ژانویه سال ۱۹۶۹ آغاز و در تاریخ ۴ مارس سال ۱۹۷۴ به اتمام رسید. نام اولیه و رسمی این پل «پل رئیس‌جمهور کوستا سیلوا» به افتخار رئیس‌جمهور وقت که دستور ساختش را صادر کرده بود نامیده شده بود؛ که بنا به مناطق ارتباطی توسط این پل نام «ریو-نیتروی» بیشتر بر سر زبان‌ها جای گرفت و تقریباً نام رسمی آن به فراموشی سپرده شد به طوری که این روزها به سختی کسی نام رسمی آن را می‌شناسد.
در سال ۲۰۱۶ گوگل ۴۲مین سالگرد گشایش این پل را با تغییر گوگل دودل گرامی داشت.

## نگارخانه

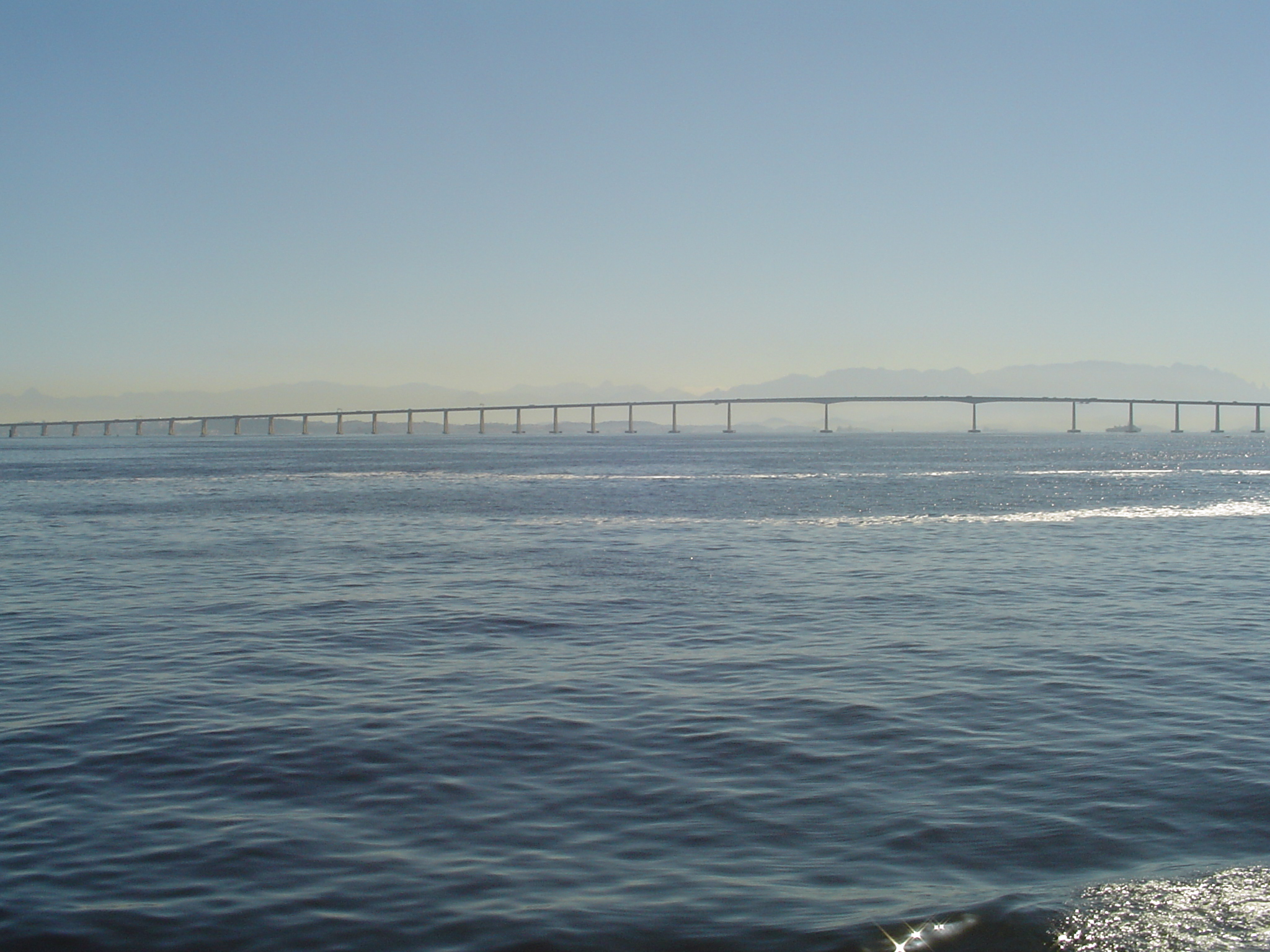
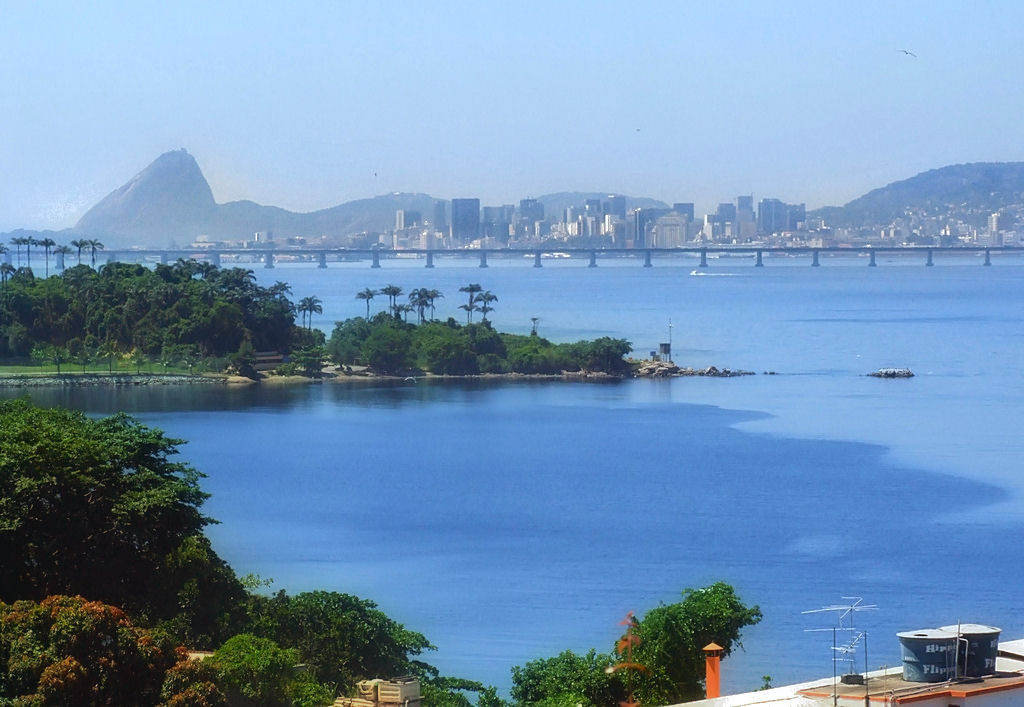
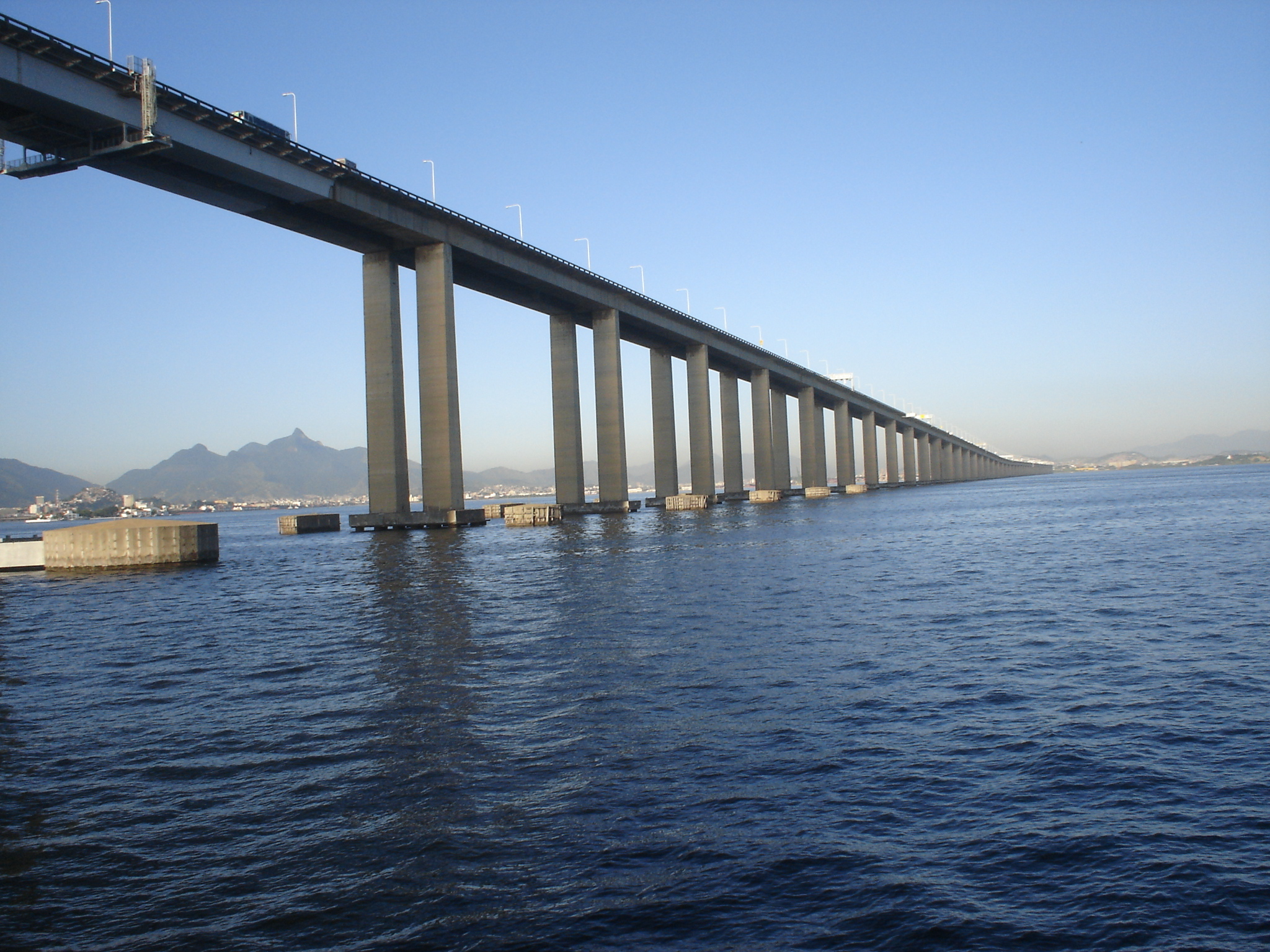
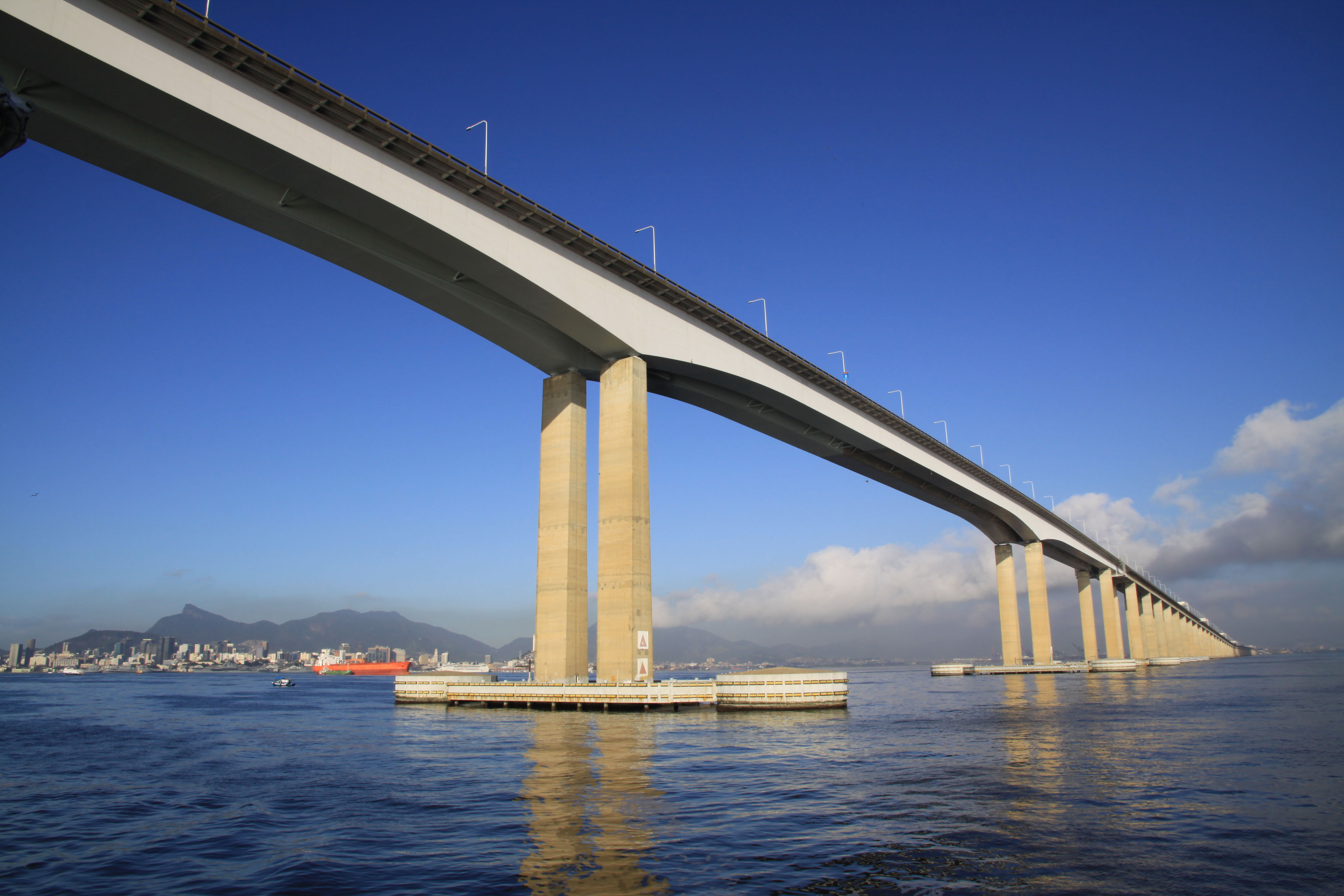
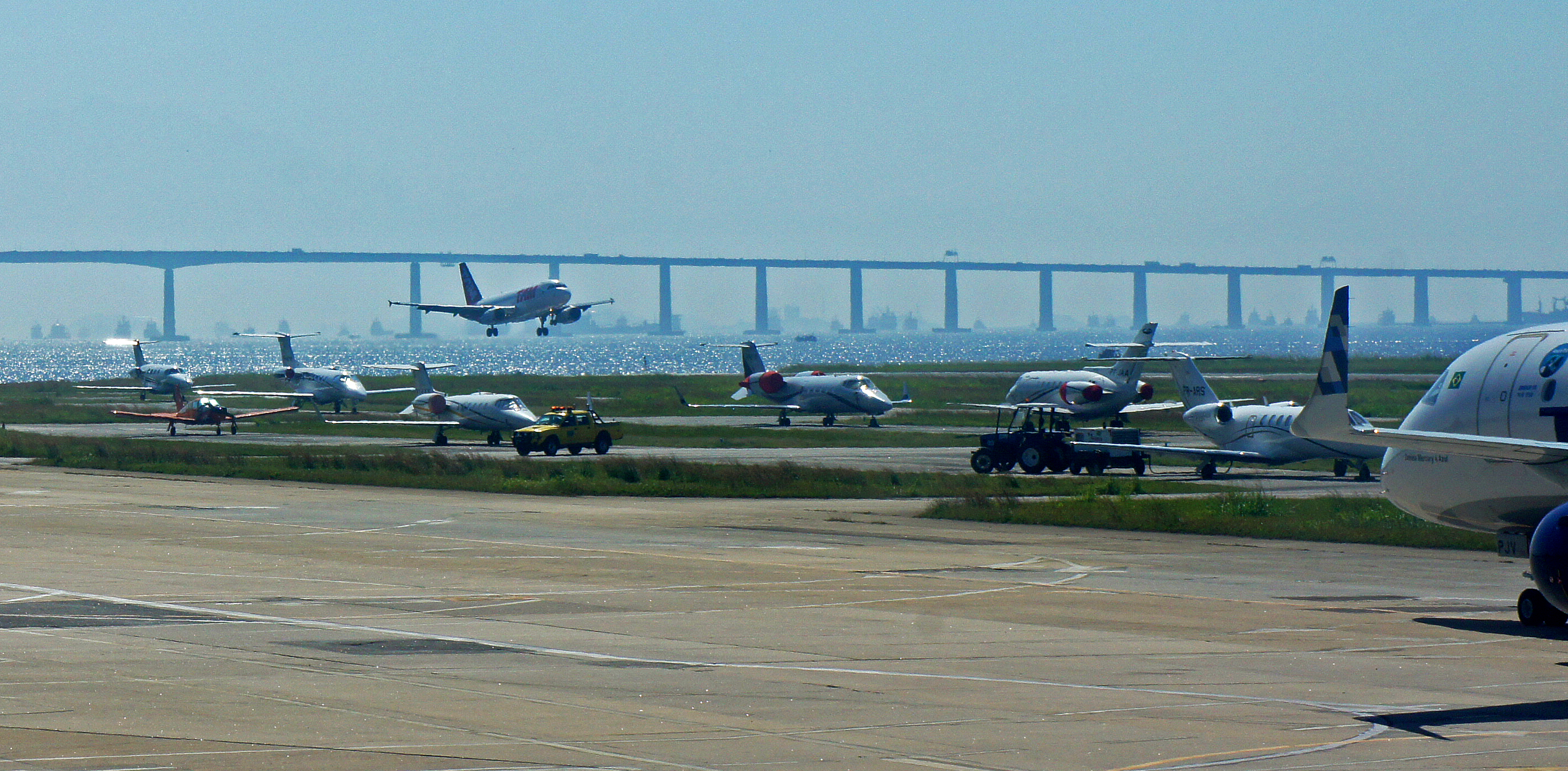
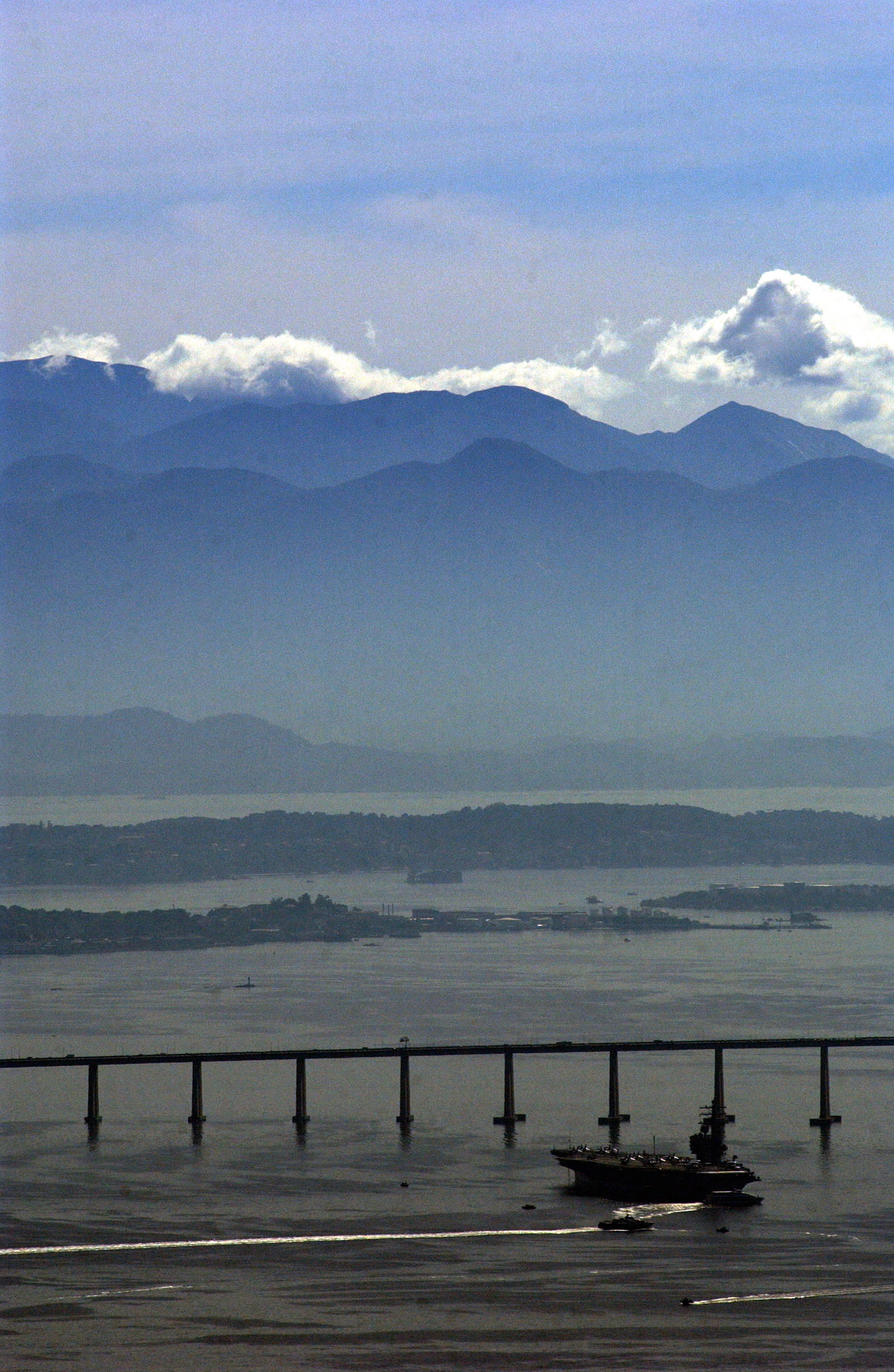
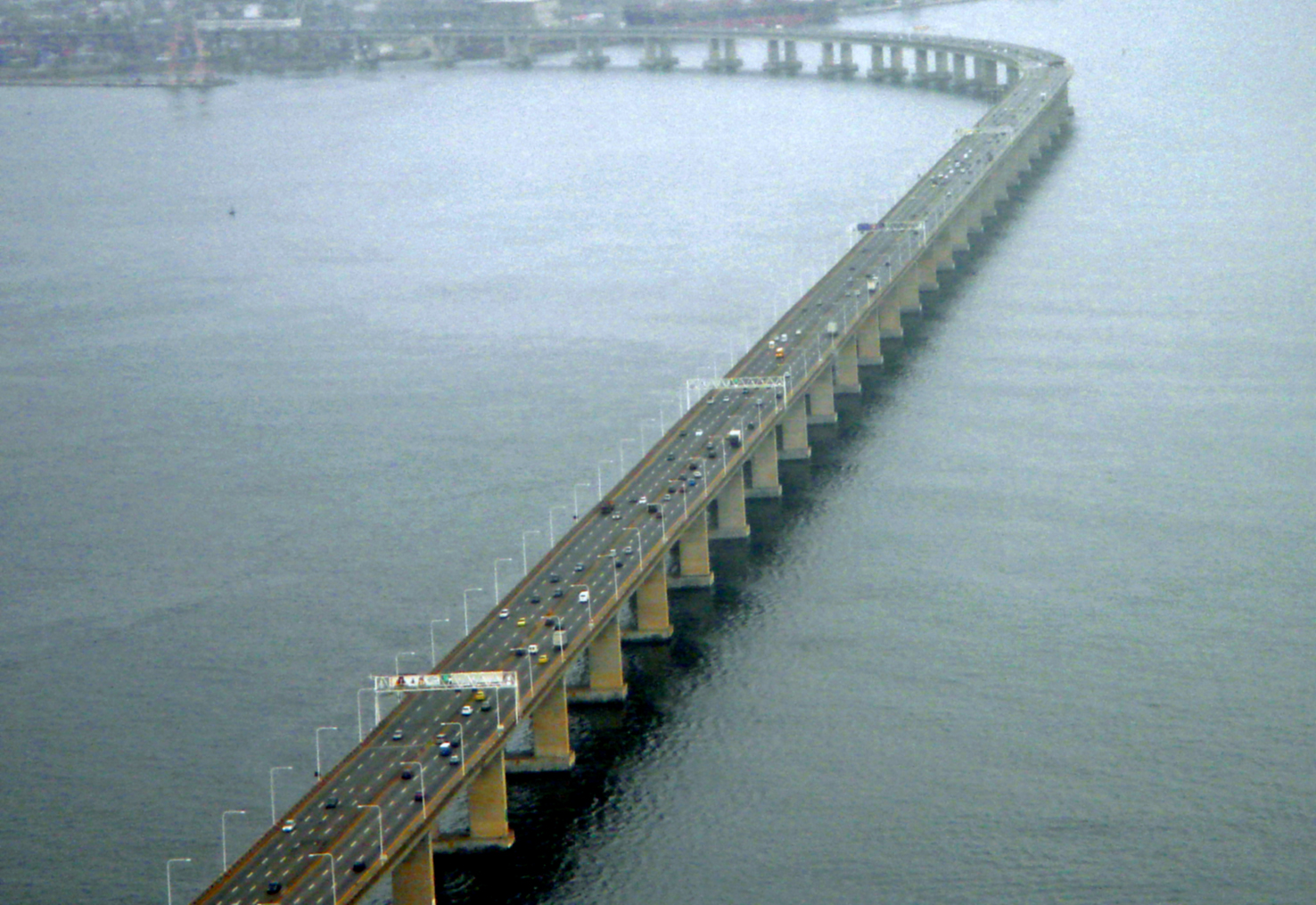
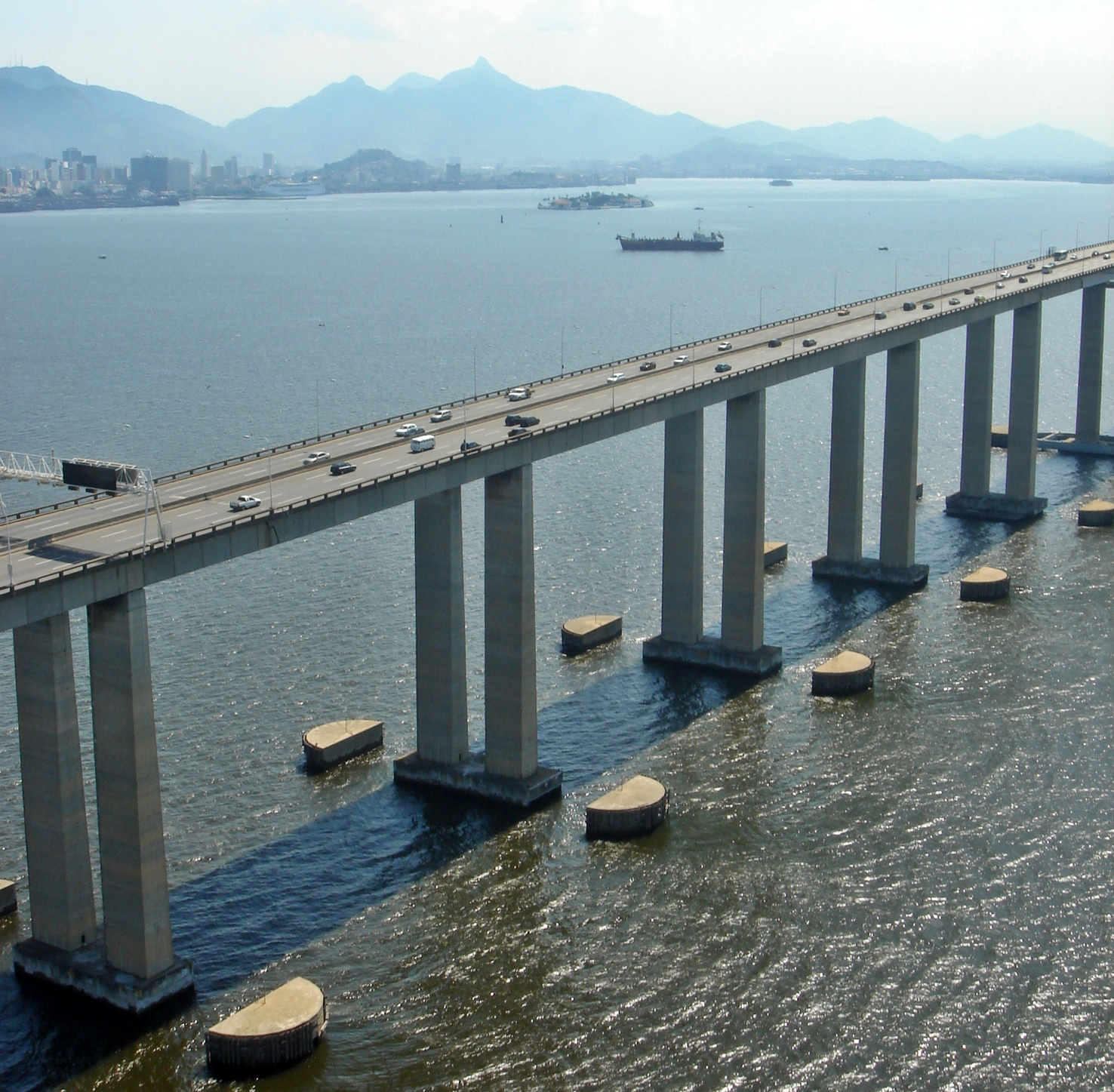
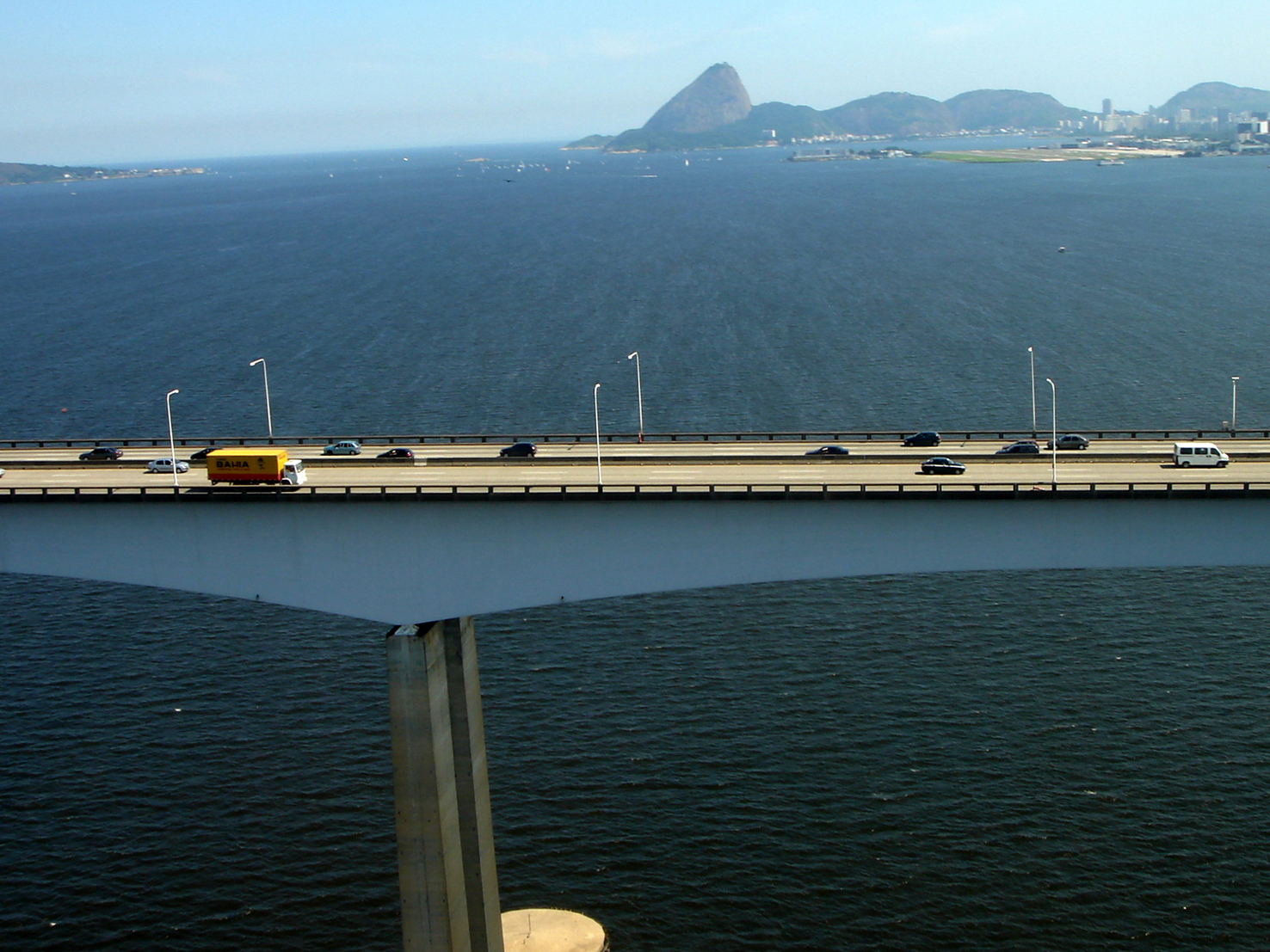
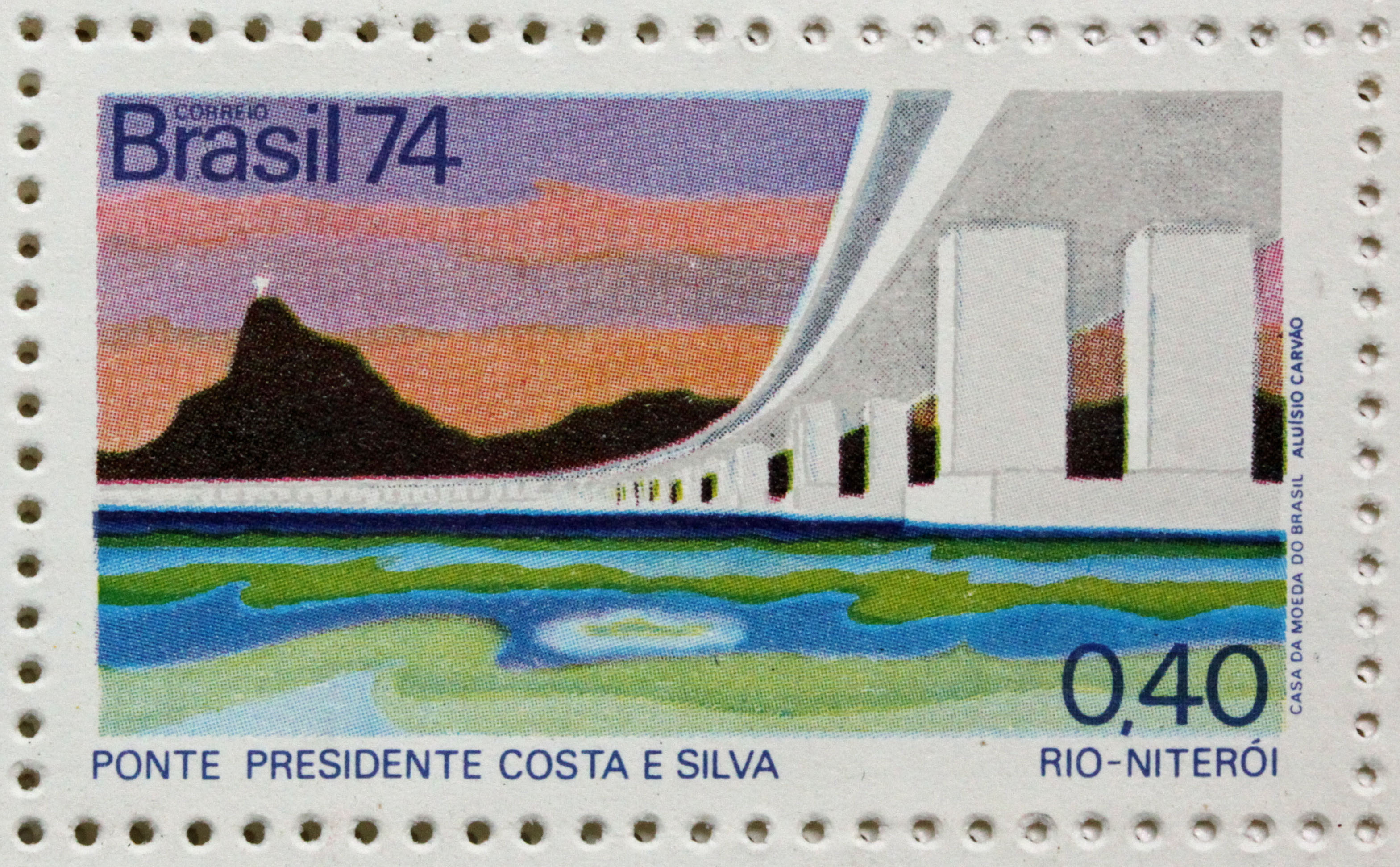